# Lafayette (Luizjana)
Lafayette – miasto w południowo-zachodniej części stanu Luizjana, w Stanach Zjednoczonych, położone nad rzeką Vermilion. Lafayette jest czwartym co do wielkości miastem w Luizjanie, według spisu powszechnego przeprowadzonego w roku 2020, liczba mieszkańców miasta wynosiła 121,4 tys. osób. Obszar metropolitalny obejmuje 481,1 tys. mieszkańców. Siedziba parafii Lafayette. 
Miasto zostało założone pod nazwą Vermilionvile w 1821 przez Jeana Moutona, francuskojęzycznego Akadyjczyka. W 1884 zmieniono nazwę miejscowości na cześć generała Lafayette, który walczył i wspierał Armię Amerykańską w czasie wojny o niepodległość Stanów Zjednoczonych. Gospodarka miasta do lat czterdziestych XX wieku była oparta głównie na rolnictwie, później dominujące stały się przemysł wydobywczy ropy naftowej i gazu ziemnego. Ponadto w mieście rozwinął się przemysł elektrotechniczny, cukrowniczy oraz włókienniczy. Miasto Lafayette jest uważane za centrum francuskojęzycznego regionu etnicznego i kulturowego, dwudziestej drugiej parafii w Luizjanie, zamieszkanych głównie przez potomków francuskich osadników z Akadii, nazywanych Cajun (Kadyjczyków).

## Geografia
Współrzędne geograficzne Lafayette to 30°13′N 92°02′W, miasto znajduje się na wysokości 11 m nad poziomem morza. Według danych United States Census Bureau powierzchnia miasta to 127 km² z czego 0,26 km² (0,19%) stanowi woda.
Lafayette znajduje się na Nizinie Zatokowej. We wczesnym czwartorzędzie rejon miasta znajdował się na dnie morza. Dzisiaj obszar ten jest częścią doliny rzeki Missisipi. Miasto znajduje się w obszarze mniej podmokłym niż sąsiadujące z nim ziemie na południe i zachód przez co jest mniej narażone na powodzie.
Przez centrum miasta przepływa rzeka Vermilion.

## Klimat
Według klasyfikacji klimatu Köppena miasto znajduje się w strefie klimatu wilgotnego subtropikalnego. Występują w nim typowe dla Zatoki Meksykańskiej ciepłe wilgotne lata i łagodne zimy.
Tabela temperatur dla Lafayette
| Miesiąc                               | Styczeń  | Luty    | Marzec  | Kwiecień | Maj     | Czerwiec | Lipiec   | Sierpień | Wrzesień | Październik | Listopad | Grudzień | Średnia roczna |
| Najwyższa temperatura °C(°F)          | 32 (89)  | 31 (87) | 34 (93) | 34 (93)  | 37 (98) | 41 (106) | 42 (107) | 39 (103) | 38 (101) | 36 (96)     | 33 (92)  | 32 (89)  | 42 (107)       |
| Średnia najwyższych temperatur °C(°F) | 18 (64)  | 19 (66) | 22 (72) | 26 (86)  | 30 (91) | 33 (92)  | 33 (92)  | 33 (89)  | 32 (82)  | 28 (82)     | 22 (72)  | 18 (64)  | 26,2 (79,1)    |
| Średnia najniższych temperatur °C(°F) | 6 (43)   | 7 (45)  | 11 (51) | 14 (57)  | 18 (65) | 21 (70)  | 22 (72)  | 22 (72)  | 19 (67)  | 14 (57)     | 9 (48)   | 6 (43)   | 14,1 (57,4)    |
| Najniższa temperatura °C(°F)          | -12 (10) | -17 (2) | -4 (24) | 0 (32)   | 6 (42)  | 12 (53)  | 14 (57)  | 12 (53)  | 5 (41)   | -3 (27)     | -6 (21)  | -10 (14) | -14 (6)        |
| Opady (mm)                            | 127      | 114     | 107     | 109      | 122     | 140      | 170      | 142      | 104      | 84          | 99       | 137      | 1455           |

## Demografia
Według spisu powszechnego w 2010 roku Lafayette zamieszkiwało 120 623 ludzi, 43 506 gospodarstw domowych i 27 104 rodziny. Gęstość zaludnienia wynosiła 849,79 osób/km². Grupy rasowe: 68,23% ludność biała, 28,51% Afroamerykanie, 0,25% rdzenni amerykanie, 1,44% Azjaci, 0,97% osoby zaliczane do więcej niż dwóch ras, 0,6% inni. W 2010 roku 84,2% populacji używało w domu języka angielskiego, 11,5% używało języka francuskiego bądź jego dialektu, który rozwinął się w Luizjanie.
Ludność Lafayette
| Rok  | Ludność | %±    |
| 1890 | 2106    | –     |
| 1990 | 3314    | 57,4% |
| 1910 | 6392    | 92,9% |
| 1920 | 7855    | 22,9% |
| 1930 | 14635   | 86,3% |
| 1940 | 19210   | 31,3% |
| 1950 | 33541   | 74,6% |
| 1960 | 40400   | 20,4% |
| 1970 | 68908   | 70,6% |
| 1980 | 81961   | 18,9% |
| 1990 | 96022   | 17,2% |
| 2000 | 110257  | 14,8% |
| 2010 | 120623  | 9,4%  |
| 2020 | 121374  | 0,6%  |

## Religia

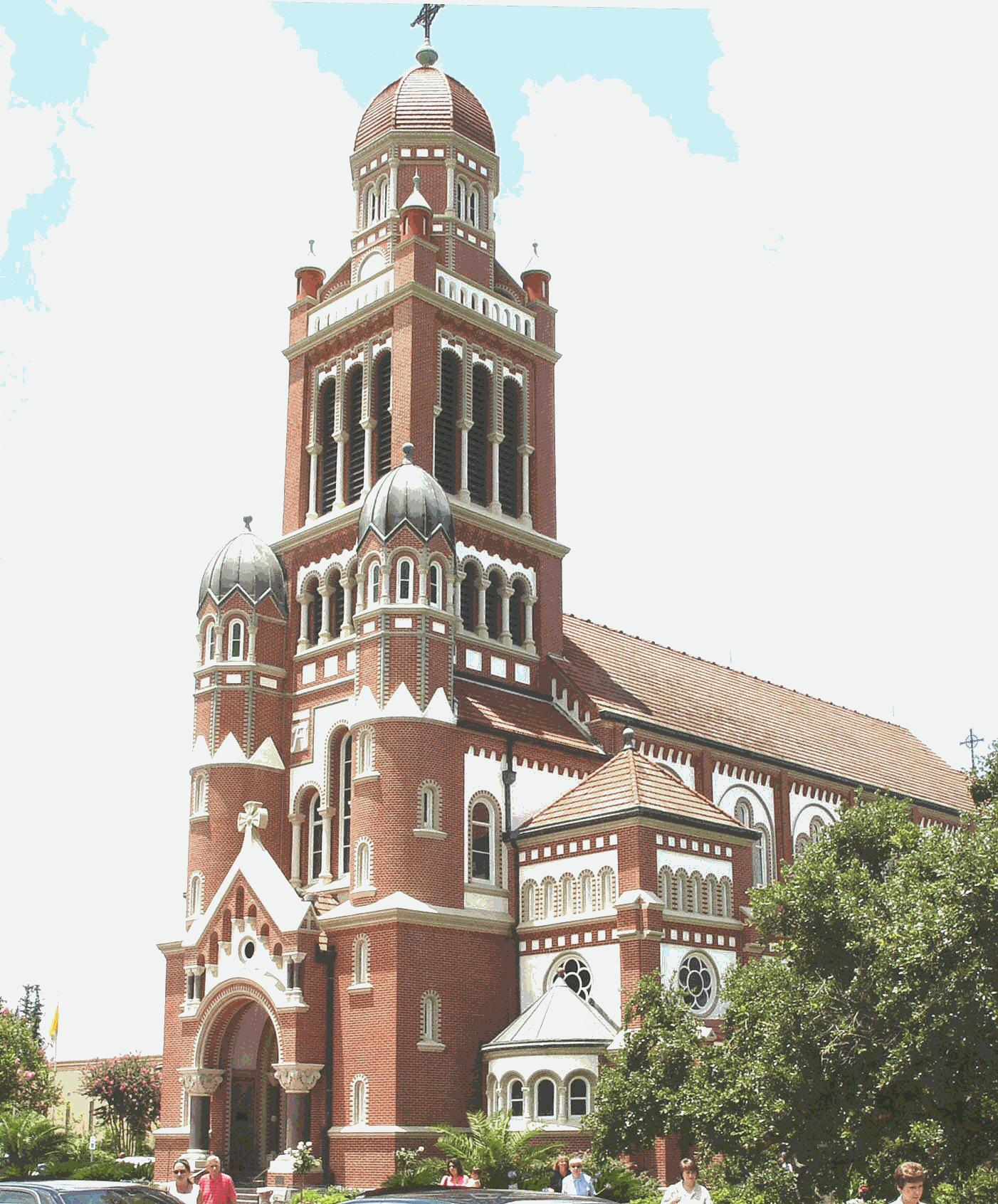
Katedra katolicka w Lafayette

Historycznie aglomeracja była katolicka, gdzie jeszcze w 2000 roku, 68,8% mieszkańców deklarowało członkostwo w Kościele katolickim. W 2020 roku, 44,3% mieszkańców to katolicy, co jest drugim wynikiem w stanie Luizjana, po Opelousas, nieznacznie przed Nowym Orleanem.
Największe ugrupowania religijne w 2020 roku:
- Kościół katolicki – 212 tys. członków w 93 parafiach,
- Kościoły baptystyczne – ok. 45 tys. członków w 74 zborach,
- bezdenominacyjne zbory ewangelikalne – 26,9 tys. członków w 77 zborach,
- Kościoły zielonoświątkowe (gł. Zjednoczony Kościół Zielonoświątkowy i Zbory Boże)  – ponad 10 tys. członków w 45 zborach,
- Zjednoczony Kościół Metodystyczny – 8,4 tys. członków w 23 kościołach,
- świadkowie Jehowy – 3,4 tys. wyznawców w 14 zborach.

## Współpraca
Miejscowości partnerskie:
- Agnibilékrou, Wybrzeże Kości Słoniowej
- Le Cannet, Francja
- Longueuil, Kanada
- Moncton, Kanada
- Namur, Belgia
- Poitiers, Francja